# Pyotr Bagration
Pyotr Ivanovich Bagration (em georgiano:  პეტრე ივანეს ძე ბაგრატიონი P'et're Ivanes dze Bagrat'ioni, em russo: Пётр Ива́нович Багратио́н; 1765 — 24 de Setembro de 1812) foi um príncipe e general do exército Russo. Descendente da família real Bagrationi da Geórgia. Participou das Guerras Napoleónicas.
Nasceu em Kizlyar ou Tbilisi, filho de Ivan Bagration, um oficial do exército imperial russo, no qual Pyotr Bagration também se alistou em 1782.
Bagration começou sua carreira servindo na Guerra Russo-Circassiana por alguns anos. Participou a seguir de uma guerra contra os otomanos e da captura de Ochakov em 1788. Mais tarde, ajudou a reprimir a revolta de Tadeusz Kościuszko de 1794 na Polônia, tomando parte na   captura de Varsóvia. Durante as campanhas italianas e suíças de 1799 contra os franceses, ele serviu com distinção sob Alexander Suvorov.
Em 1805, a Rússia se juntou à coalizão contra Napoleão. Após o colapso dos austríacos em Ulm, Bagration ganhou elogios pela defesa bem-sucedida na Batalha de Schöngrabern que permitiu que as forças russas se retirassem e se unissem com o principal exército russo sob comando de Mikhail Kutuzov. O exército austro-russo foi derrotado na batalha de Austerlitz em dezembro, onde Bagration comandou a ala direita contra os franceses sob comando do general Jean Lannes.
Bagration foi promovido a tenente-general em 1805. Durante a quarta coligação, em 1807, lutou obstinadamente nas batalhas de Eylau (7 de fevereiro), Heilsberg (11 de junho) e Friedland (14 de junho).
Comandou tropas russas na Guerra Finlandesa (1808-1809) contra a Suécia e no Danúbio, durante a  Guerra Russo-Turca (1806-1812).
Durante a invasão francesa da Rússia em 1812, Pyotr Bagration comandou o segundo exército russo, (o primeiro era comandado por Barclay de Tolly). Apesar de derrotado em Mogilev (23 de julho), Bagration levou suas forças a se juntarem ao 1º Exército, em Smolensk, sob comando de Barclay de Tolly.
Os russos não conseguiram deter o avanço francês na Batalha de Smolensk. Barclay de Tolly ordenou a retirada, valendo-se da tática de terra queimada, que teve o aval do Czar Alexandre I.
Embora Bagration preferisse confrontar os franceses em uma grande batalha, Mikhail Kutuzov que substituiu Barclay de Tolly como comandante-em-chefe, manteve a tática de recuo adotada até a Batalha de Borodino, ocorrida em 7 de setembro de 1812, onde os russos buscaram evitar a queda de Moscou. Nesta batalha Bagration comandou com distinção as defesas da ala esquerda, sendo mais tarde denominadas “Flechas de Bagration” ao conjunto de trincheiras, disposto em forma de cunha.
Durante o ataque francês em Borodino, por volta do meio-dia, Pyotr Bagration foi mortalmente ferido por estilhaços de artilharia inimiga, sendo retirado do campo para um hospital de campanha e removido em seguida para Moscou.  A sua remoção do campo abateu o moral de suas tropas, concorrendo para o colapso da linha de defesa russa naquele setor.
Após a evacuação de Moscou, Bagration foi transportado para aldeia de Simi, província de Vladimir, sendo hospedado na propriedade de seu amigo, Príncipe Boris Golitsyn; onde veio a falecer devido a gangrena do ferimento recebido em batalha.
Sepultado em uma igreja local, seu corpo foi transladado em 1839, com honras militares, para o campo de batalha de Borodino, por iniciativa liderada pelo General Denis Davidov, contando a cerimônia com a presença do próprio Czar Nicolau I.

## Vida Pessoal
A Grã-Duquesa Catarina Pavlovna, filha do Czar Paulo I da Rússia, apaixonou-se pelo príncipe Bagration, o que preocupou a família real russa. O czar, obrigou Pyotr Bagration a casar-se com a princesa Catarina Skavronskaya (sobrinha predileta do príncipe Gregori Potemkin e uma das damas de honra da czarina Maria) e concedeu-lhe o título de príncipa (knyaz) em 1800.
O casamento não foi feliz, sendo mantido apenas formalmente.  A princesa Catarina, célebre por sua beleza e frivolidade, se estabeleceu em Viena a partir de 1805, onde atuou como agente da diplomacia russa e teve uma filha, fruto de sua ligação com o poderoso príncipe Klemens von Metternich, chanceler do Imperador Francisco I.
Marie-Clementine nasceu em 29 de setembro de 1810 em Viena, sendo por ordem e envolvimento pessoal do Czar Alexandre I da Rússia, reconhecida e registrada como filha legítima do general do exército imperial russo, o príncipe Pyotr Bagration, tornando-se desta maneira integrante oficial da dinastia real da Geórgia.

## Táticas e Doutrina
Fortemente influenciado por Alexander Suvorov, foi um estrategista inovador que favoreceu a guerra ofensiva móvel, embora; ironicamente; muitas das batalhas em que esteve envolvido contra os franceses fossem de natureza defensiva.
Suas concepções estratégicas o levaram a uma constante tensão e rivalidade com o general Barclay de Tolly, que recebera o comando geral do Exército Imperial Russo e postulava uma estratégia estritamente defensiva, pautada na busca de posições adequadas para se estabelecer e esperar pelo inimigo. Ele recusou o que percebeu como táticas de posicionamento obsoletas e, em vez disso, daria ao exército russo objetos estratégicos e manobras táticas dirigidas ao confronto rápido, onde a velocidade e a precisão eram mais importantes, negando ao inimigo qualquer chance de reagir, responder ou mesmo organizar.
Bagration defendeu ainda o envolvimento dos estratos amplos da população na luta contra os franceses, sendo um dos iniciadores do movimento dos “partisans”. Valendo-se de sua grande popularidade entre os oficiais e soldados, encabeçou o grupo que clamava por uma batalha geral contra os invasores franceses na campanha de 1812.

## Honras e Posteridade
Em 15 de outubro de 1800, Bagration recebeu o título hereditário de príncipe do Império Russo (Kniaz Bagration) pelo Czar Paulo I. Ele também foi nomeado Cavaleiro das Ordens de St. André (1810), de St. Alexandre Nevsky (1807), de S. Vladimir, 1ª classe (1809), de Sant’Anna, 1ª classe (1800), e São Jorge 2ª classe (1805) e como um comandante de Justiça da Ordem de São João de Malta (1800).
Bagration foi ainda homenageado com uma espada de ouro de honra por bravura (1808). [10] As honras estrangeiras de Bagration também incluíram as Ordens Prussianas de Águia Vermelha (1807) e Águia Negra (1807), o mérito militar austríaco da Ordem de Maria Theresa, 2ª classe (1799) e da Ordem dos Santos Maurício e Lázaro da Sardenha, 1º classe (1799).
Ele é retratado num papel secundário no romance épico “Guerra e Paz” de Leon Tolstoi.
Um monumento erguido em sua honra em 1839 no campo de batalha de Borodino guarda seus restos mortais; transferidos para o lugar onde ele tinha caído. O túmulo foi destruído durante a Segunda Guerra Mundial. Supostamente, a autoridade do museu local conseguiu recuperar apenas pedaços de osso e tecido da sepultura, que foi posteriormente restaurada.
Josef Stalin escolheu Bagration como o nome da ofensiva soviética lançada em 22 de Junho 1944, que derrotou grupo de exércitos alemãs do centro e expulsou as forças nazistas do atual território de Belarus. Depois da guerra, a União Soviética anexou a norte da Prússia Oriental incluindo a cidade até então alemã de Preußisch Eylau - cena da batalha 1807 – a qual foi renomeada Bagrationovsk em sua memória.
Em Moscou, a Ponte Bagration , que comemora 850º aniversário da cidade foi batizada em sua honra.
O asteroide 3127 Bagration e Estação de Metro Bagrationovskaia em Moscou também são nomeados em homenagem ao príncipe Pyotr Bagration.
Sua imagem é retratada em selos postais emitidos pela antiga URSS em 1962 e pela Federação Russa em 2015.
O Banco Central da Federação Russa emitiu em 2012 uma moeda (2 rublos, aço, niquelado) da série "Os generais e heróis da Guerra Patriótica de 1812" com a imagem no verso do retrato do general de infantaria P. I. Bagration.